# 阪本麻美
阪本 麻美（さかもと まみ、1983年9月6日 - ）は、日本のタレント、元グラビアアイドル。元所属事務所はJMO。

## 人物・来歴
- 兵庫県出身。
- 中学生の時は3年間、バスケットボールをしていた[2]。
- 芸映に所属。
- 愛称は「まみちん」。
- 芸能人女子フットサルチーム「南葛シューターズ」に所属。背番号は「3」（以前は「15」）[2]。さらにこれとは別にプライベートチームにも所属している。
- SANYOグループのイメージガールコンテストで準ミスマリンちゃんに選ばれた。同じ準ミスマリンちゃんには南葛のライバルチーム・chakuchaku J.bの元メンバー・三宅梢子も選ばれており、二人はプライベートチームではチームメイトである。
- 山梨放送の地上波デジタル放送キャンペーンのイメージキャラクター。
- 同じ事務所所属の小出由華とアイドルユニット「YUKA∞MAMI」を結成。2008年9月24日にCDデビューした[3]。
- スポーツ新聞6紙が立ち上げたアイドルユニット「スクープ!?」のメンバーに選ばれている[2]。
- 2018年9月末を以って東京での芸能活動を終え、地元神戸に戻ることを表明。その後地元で芸能活動を続けている[4]。
- 2019年7月13日に結婚をしたことを翌日のブログで発表した[5]。
- 2020年2月29日、ツイッターにて、2月25日に第一子を出産したことを発表。
- 2023年1月2日、第二子となる女児の出産を発表[6]。

## 出演

### バラエティ
- テン・パイ（2003年4月 - 9月、テレビ東京）
- 山下マヌーの旅天国（2003年10月 - 2004年2月、BS-i）
- 志村塾（2004年8月 - 9月、フジテレビ）
- HOTガイド（2004年9月 - 2005年10月）
- 情報新惑星（2005年1月 - 3月、BS日テレ）
- お父さんのためのショウビズ講座（2005年4月、BS-i）
- ポシュレアミーゴ（2005年8月 - 9月、日本テレビ）
- やりすぎコージー（2005年10月 - 2011年9月、テレビ東京）2代目〜10代目やりすぎガール
- プレミアの巣窟（2005年10月 - 2006年3月、フジテレビ）
- モノ☆ミュージアム（2005年11月 - 2006年3月、BS日テレ）
- ふくい浪漫 い〜ざぁええDay（2007年7月、福井テレビ）
- アイドル@deep（2009年1月16日 - 6月26日、テレビ神奈川）レギュラー
- グラビアの美少女（MONDO21）
- シックスハンターII 〜最強魂への道のり〜（2010年1月9日 - 2012年9月29日、テレビ愛知）
- 夢の扉 〜NEXT DOOR〜（TBS）- ドリームナビゲーターとして数回出演

### テレビドラマ
- 都立水商!（2006年、日本テレビ） - 桃子
- 特命係長 只野仁（3rdシーズン） 第25話（2007年、テレビ朝日）
- 毒姫とわたし（2011年、東海テレビ・フジテレビ） - 赤城聡美
- 七人の敵がいる（2012年、東海テレビ・フジテレビ） - 山田美佐子

### 映画
- Deep Love（2004年）
- ひゃくはち（2008年）
- ひきこさんvsこっくりさん（2012年）

### 舞台
- スーパーお芝居スクールランブル 〜お猿さんだよ、播磨くん!〜（2005年7月21日 - 25日、於・全労済ホールスペース・ゼロ）
- お〜い!竜馬（2005年10月6日 - 10日、於・シアターサンモール）
- アトランティス（2006年12月16日 - 21日、於・お台場フジテレビ内 マルチシアター）

### テレビアニメ
- 逆境無頼カイジ（2007年、日本テレビ） - 西尾 ※「カイジ箴言」エスポワールエンジェルとしてレギュラー出演

### ネット番組
- スーパー マミんちゅ（2007年10月 - 2009年3月、ジャンバリ.TV）
- 阪本麻美のサムに逢いたい!（2009年8月 - 、ジャンバリ.TV）
- 南葛シューターズの練習後（2012年4月 - 2012年9月、WALLOP）

### CM
- 夢らんどグループ（イメージキャラクター）

## 作品

### イメージDVD
- まみちん（2004年8月）
- cutie marine（2004年10月）
- マミ物語（2005年2月）
- 新しい光（2012年4月20日、イーネット・フロンティア）

## 書籍

### 写真集
- ミスマリンちゃん写真集「海物語」（2003年10月、白夜書房）
- the real mami（2012年5月）